# Тропа культурного наследия Монмута
Тропа культурного наследия Монмута (англ. Monmouth Heritage Trail) — пешеходный маршрут по достопримечательностям Монмута.
В 2009 году Гражданское общество Монмута (Monmouth Civic Society) определило 24 исторических и интересных здания в городе и организовало производство и установку керамических синих досок. Доски сделал Нед Хейвуд (Ned Heywood), надписи на них сделаны на двух языках, английском и валлийском. На каждой доске — краткое описание важности данного здания для города. Выбор некоторых из объектов был очевиден, например, Мост Монноу и Шир Холл — символы города и включены в списки культурного наследия. Другие менее известны, например, Сад Нельсона и Монмутская методистская церковь, хотя горожане проходят мимо них каждый день. Полный список объектов приведён ниже.
Информация путеводителя доступна на валлийском языке, большее количество переводов содержится в Википедии. Проект «MonmouthpediA» предоставляет посетителям всю необходимую информацию об объектах с помощью кодов QRpedia.

## Ключ
| Уровень     | Критерий                                                                                         |
| ----------- | ------------------------------------------------------------------------------------------------ |
| Уровень I   | Здания представляют исключительный интерес, некоторые считаются имеющими международное значение. |
| Уровень II* | Особенно важные здания                                                                           |
| Уровень II  | Здания национального значения, особо интересные                                                  |

## Здания
| Номер | Название                          | Фотография                        | Уровень | Даты                  | Расположение[A]                | Описание |
| ----- | --------------------------------- | --------------------------------- | ------- | --------------------- | ------------------------------ | --- |
| 1     | Драйбридж Хауз                    | Драйбридж Хауз                    | II      | 1671                  | 51°48′32″ с. ш. 2°43′24″ з. д. | Большой дом XVII века. Расположен на юго-западе города, рядом с «сухим мостом» через небольшой ручей. В настоящее время — Центр Общества Мостов (Bridges Community Centre). |
| 2     | Церковь Томаса Бекета             | Церковь Томаса Бекета             | II*     | примерно 1170         | 51°48′30″ с. ш. 2°43′13″ з. д. | Церковь Томаса Бекета расположена рядом с мостом Монноу у реки Монноу. |
| 3     | Мост Монноу                       | Мост Монноу                       | I       | 13 век                | 51°48′32″ с. ш. 2°43′12″ з. д. | Мост Монноу — пешеходный мост через реку Монноу в Монмуте, Уэльс, единственный сохранившийся укреплённый мост в Великобритании с до сих пор стоящей башней. На данный момент является пешеходным. |
| 4     | Отель Робина Гуда                 | Отель Робина Гуда                 | II*     | позднее средневековье | 51°48′34″ с. ш. 2°43′09″ з. д. | Отель Робина Гуда — постоялый двор, одно из немногих сохранившихся в городе средневековых зданий. |
| 5     | Римский форт                      | Блестиум                          | na      | примерно 55 год       | 51°48′16″ с. ш. 2°43′24″ з. д. | Блестиум — небольшой форт и центр производства железа в бывшей римской провинции, части Римской Британии. |
| 6     | отель Кингсхед                    | отель Кингсхед                    | II*     | 17 век                | 51°48′43″ с. ш. 2°42′57″ з. д. | отель Кингсхед расположен напротив Шир Холл; здание датируется серединой XVII века, и как в главном отеле Монмута здесь останавливался принц Чарльз в 1645 году. |
| 7     | Шир Холл                          | Шир Холл                          | I       | 1724                  | 51°48′43″ с. ш. 2°42′55″ з. д. | Шир Холл — здание в центре города, построенное в 1724 году. Использовалось, среди прочего, в качестве рынка. |
| 8     | Грейт Касл хауз                   | Great Castle Househ               | I       | 1673                  | 51°48′46″ с. ш. 2°42′59″ з. д. | Грейт Касл хауз — бывшая ратуша. |
| 9     | Здание рынка в Монмуте            | Здание рынка в Монмуте            | II      | 1830-е                | 51°48′47″ с. ш. 2°42′55″ з. д. | Здание рынка в Монмуте — ранневикторианское здание в Монмуте авторства архитектора Джорджа Вогхана Мэддокса (George Vaughan Maddox). Было построено в 1837-39 годах как центральный элемент реконструкции части центра города. Сильно пострадало от пожара в 1963 году, было частично восстановлено и в настоящее время в нём расположен Монмутский музей (бывший музей Нельсона). Задняя часть здания, изначально — скотобойни, выходит на реку Монноу. |
| 10    | Монмутский монастырь              | Монмутский монастырь              | II*     | 1075                  | 51°48′49″ с. ш. 2°42′51″ з. д. | Монмутский монастырь существует с 1075 года; сохранилась часть средневековых строений. |
| 11    | Монастырская церковь святой Марии | Монастырская церковь святой Марии | II*     | 18-19 века            | 51°42′34″ с. ш. 2°37′24″ з. д. | Монастырская церковь святой Марии — англиканская церковь, современное здание которой датируется XVIII—XIX веками. |
| 12    | Монмутская окружная тюрьма        | Монмутская окружная тюрьма        | II      | 1780-е                | 51°49′01″ с. ш. 2°42′47″ з. д. | Монмутская окружная тюрьма была главной тюрьмой Монмута со времён открытия в 1790 году. Занимает около акра площади, в 1869 году была закрыта. |
| 13    | Роллс Холл                        | Роллс Холл                        | II      | 1887                  | 51°48′47″ с. ш. 2°42′40″ з. д. | Роллс Холл — викторианское здание, на настоящее время публичная библиотека. |
| 14    | Жилище судей                      | Жилище судей                      | II      | 18 век                | 51°48′47″ с. ш. 2°42′43″ з. д. | Жилище судей — здание XVIII века, использовавшееся до 1835 года для размещения судей. |
| 15    | Диспансер                         | Диспансер                         | na      | 1860-е                | 51°48′47″ с. ш. 2°42′38″ з. д. | Диспансер — викторианское здание, типичное для центра Монмута, датированное серединой XVIII с надстройками начала XIX века. |
| 16    | Монмутская методистская церковь   | Монмутская методистская церковь   | II*     | 1837                  | 51°48′43″ с. ш. 2°42′36″ з. д. | Монмутская методистская церковь была построена в 1837 году. |
| 17    | Католическая церковь святой Марии | Католическая церковь святой Марии | II      | 1793                  | 51°48′44″ с. ш. 2°42′47″ з. д. | Католическая церковь святой Марии расположена на улице святой Марии у центра Монмута. |
| 18    | Гостиница Ангел                   | Гостиница Ангел                   | II      | 17 век                | 51°48′46″ с. ш. 2°42′51″ з. д. | Гостиница Ангел, Чёрч-стрит — постоялый двор, работавший с 1700 года и закрытый в 1985, самый долго работавший постоялый двор Монмута. |
| 19    | Театр Савой                       | Театр Савой                       | II*     | 19 век                | 51°48′46″ с. ш. 2°42′52″ з. д. | Театр Савой — театр и кино на 360 мест, ныне управляется благотворительным трастом. |
| 20    | Отель Белый лебедь                | Отель Белый лебедь                | II*     | перестроен в 1839     | 51°48′32″ с. ш. 2°43′23″ з. д. | Отель Белый лебедь, Чёрч-стрит — бывший отель XVIII века, построенный на месте другого отеля. |
| 21    | Эджинкорт Хауз                    | Эджинкорт Хауз                    | II*     | 17-19 века            | 51°48′45″ с. ш. 2°42′54″ з. д. | Эджинкорт Хауз расположен на площади Эджинкорт и датируется началом XVII века. |
| 22    | Гостиница Бофорт Армс             | Гостиница Бофорт Армс             | II*     | 1830-е                | 51°48′43″ с. ш. 2°42′54″ з. д. | Гостиница Бофорт Армс расположена на площади Эджинкорт. |
| 23    | Hyam's Mineral Water Works        | Hyam’s Mineral Water Works        | -       | 1866                  | 51°48′40″ с. ш. 2°42′50″ з. д. | Hyam’s Mineral Water Works — здание XIX века, бывшее производство минеральной воды. |
| 24    | Сад Нельсона                      | Сад Нельсона                      | II*     | 1802                  | 51°48′40″ с. ш. 2°42′56″ з. д. | Сад Нельсона — сад XIX века, в котором проводилось чаепитие в честь Лорда Нельсона в 1802 году. |